# Бауерсвил (Охајо)
Бауерсвил (енгл. Bowersville) град је у америчкој савезној држави Охајо.

## Демографија
По попису из 2010. године број становника је 312, што је 22 (7,6%) становника више него 2000. године.
| Група             | 2000.       | 2010.       |
| Белци             | 285 (98,3%) | 298 (95,5%) |
| Афроамериканци    | 0 (0,0%)    | 2 (0,6%)    |
| Азијати           | 1 (0,3%)    | 0 (0,0%)    |
| Хиспаноамериканци | 1 (0,3%)    | 7 (2,2%)    |
| Укупно            | 290         | 312         |